# Facultad de Humanidades y Ciencias de la Educación de la Universidad Nacional de La Plata
La Facultad de Humanidades y Ciencias de la Educación (FaHCE) comienza a gestarse en 1906 como parte integrante de la Universidad Nacional de La Plata, en 1914 se crea la Facultad de Ciencias de la Educación y en 1920 cambia definitivamente su denominación a Facultad de Humanidades y Ciencias de la Educación. Desde su creación ha sido una institución de referencia en la formación de profesores, investigadores y profesionales en ciencias humanas y sociales.
En 1967 su primera sede fue el Edificio Tres Facultades y desde 2014 se encuentra situada en el predio Ex-BIM 3 en Ensenada. Se trata de un complejo de tres edificios, en un predio de 9 hectáreas compartidas con la Facultad de Psicología.
Su Biblioteca Profesor Guillermo Obiols (más conocida como BIBHUMA) es una de las más grandes del sistema de bibliotecas de la Universidad Nacional de La Plata agrupadas en la red ROBLE. La Biblioteca cuenta con el repositorio institucional "Memoria Académica", que tiene por objetivo el registro, la difusión y la preservación de la producción académico-científica de los miembros de su comunidad. Según el Ranking Internacional de Transparencia de Repositorios, "Memoria académica" se encuentra entre los más destacados sitios de acceso abierto del mundo, al estar en el segundo puesto a nivel nacional, en el puesto 20 de América Latina, y 248 en el mundo, con 12.900 recursos indexados.
Cuenta con un servicio de campus virtual destinado tanto a los estudiantes como a los docentes. En 2009 se creó el Instituto de Investigación en Humanidades y Ciencias Sociales (IdIHCS) que trabaja conjuntamente con el Conicet y, el mismo es miembro de CLACSO desde junio de 2010.

## Infraestructura

### Orígenes en el Edificio Tres Facultades

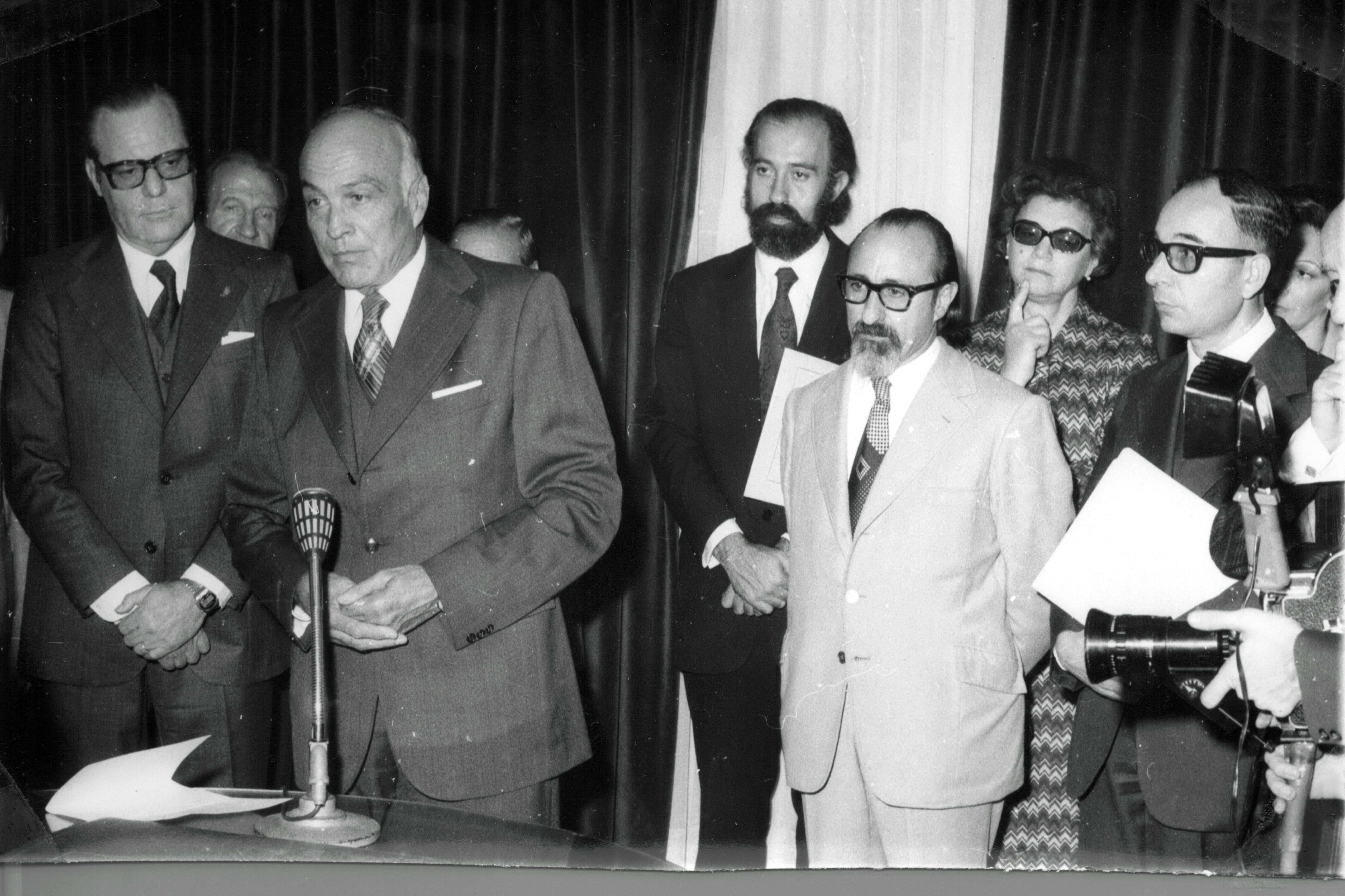
Acto de asunción como decano de Exequiel César Ortega.12 de mayo de 1978.

Desde sus orígenes la Facultad de Humanidades funcionó en el mismo edificio que el Rectorado de la Universidad. A fines de 1968 se inició el proyecto de construir un nuevo edificio único que albergara la Facultad de Humanidades, la de Ciencias Jurídicas y Sociales y la de Ciencias Económicas, en la misma manzana que ocupara el Rectorado. El edificio conocido como Tres Facultades, se proyectó en plena época de Onganía, cuando se nombró como rector al arquitecto Joaquín Rodríguez Saumell quién se dedicó a la construcción de edificios. El proyecto fue del arquitecto Atilio Sacchi y Dussan Duich, en el que no hubo concurso público ni se contrató a particulares, sólo se realizó con intervención de la Dirección de Obras y Planeamiento de la Universidad. El edificio se terminó de construir en 1976. Aunque se asemejaba a un panóptico, es un enorme complejo en forma de L en el centro platense realizado en hormigón emprolijado. El mito que circula en la comunidad de la ciudad de La Plata es que el edificio compartido por las tres facultades: la de Humanidades y Ciencias de la Educación, la de Ciencias Jurídicas y Sociales y la de Ciencias Económicas fue construido para ser una prisión, pero esto es erróneo.

### Mudanza al predio del ex-BIM 3
A partir de 2006, debido al continuo crecimiento de la matrícula de estudiantes, se comenzó a planear el traslado de las facultades de Humanidades y de Psicología (fundada ese mismo año) a una nueva ubicación. Para esto se decidió iniciar la construcción en 2011 de nuevos edificios en un predio abandonado de Ensenada ubicado en la calle 122 y 53, donde hasta 1999 funcionara el Batallón de Infantería de Marina III que funcionó como centro clandestino de detención durante la última dictadura militar. En 1999 la Armada había mudado sus instalaciones a Zárate y a diferencia de lo ocurrido con la ESMA, todos los edificios que lo integraban fueron demolidos. Sólo se conservó, en su perímetro, la entrada principal, el paredón de uno de los laterales, las garitas de vigilancia y las siglas que nombran al BIM frente a la rotonda de 122. 

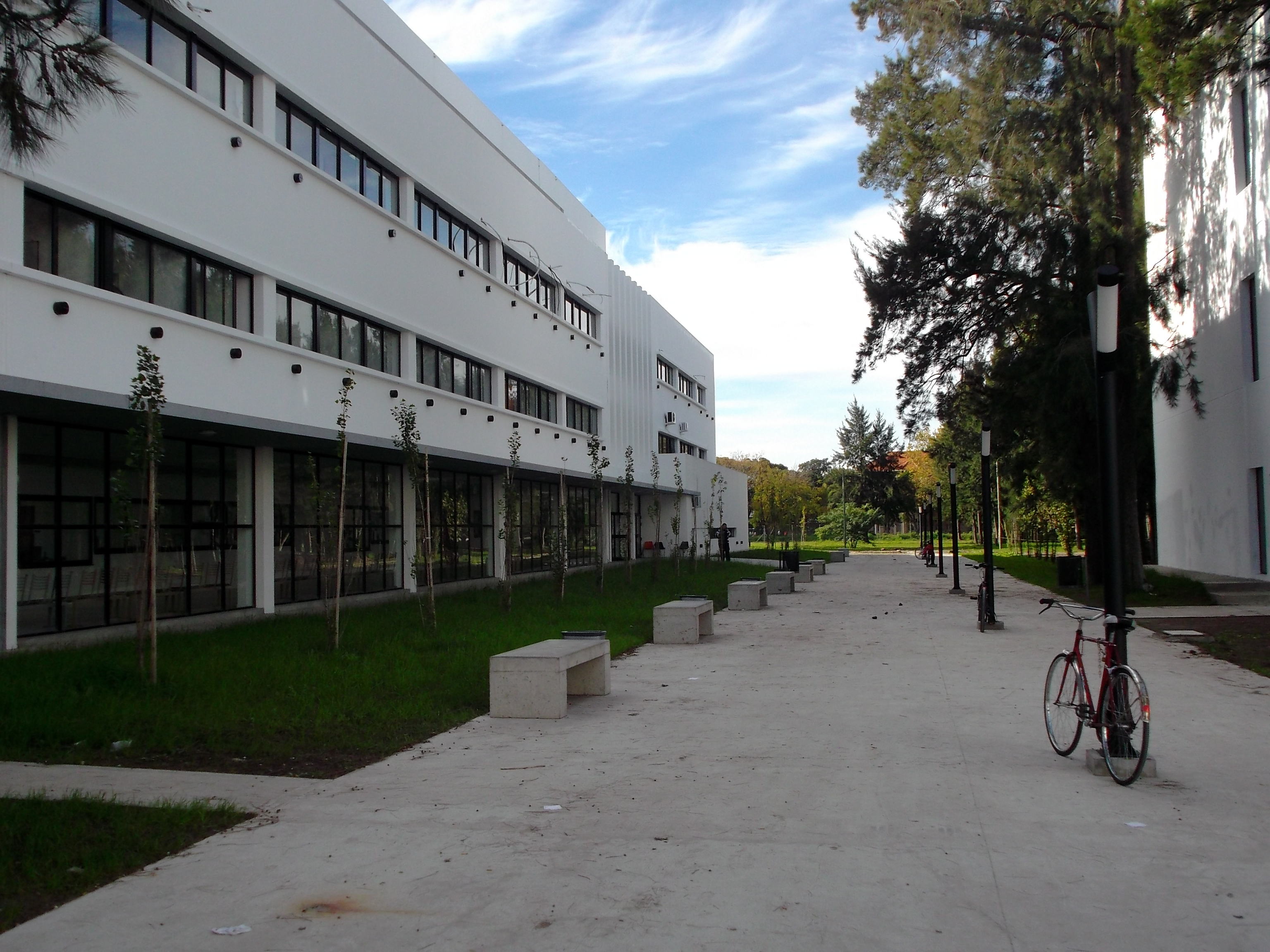
Edificio administrativo, inaugurado en 2014.

Primero se planteó un nuevo edificio específico para la Facultad de Psicología, inaugurado en 2012, al que se le sumó en 2014 el edificio de Humanidades. Todas las actividades de la Facultad fueron trasladadas al nuevo predio quedando desocupado el espacio que ocuparan en el edificio Tres Facultades. En el actual predio funcionan, además del edificio único de la Facultad de Psicología, varios edificios separados correspondientes a la Facultad de Humanidades. Estos son:

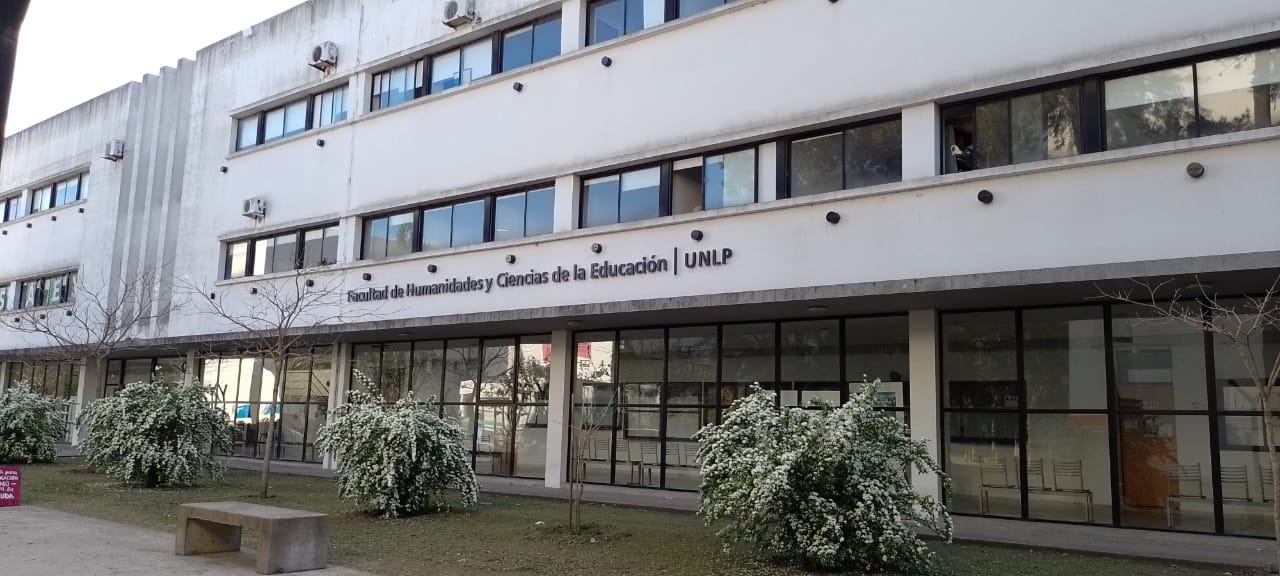
Edificio A (administrativo central).

- Edificio A (administrativo central): con 4.221 m 2 repartidos en tres plantas y una terraza. Contando además con un gran hall central. Se encuentra el Departamento de alumnos, los departamentos de las carreras y varios departamentos más además del Decanato.
- Edificio B (de actividades académicas): con 5.440 m 2 en tres plantas. En planta baja la biblioteca, el bar, la sala auditorio, el centro de estudiantes y demás dependencias. En el primer piso la hemeroteca, la sala de lectura y la fotocopiadora junto con varias aulas. En el segundo piso el resto de las aulas.
- Edificio C (de actividades de investigación): Cuenta con varias aulas, oficinas y diversos institutos de investigación. Además, cuenta con laboratorios para la enseñanza y la práctica de idiomas.

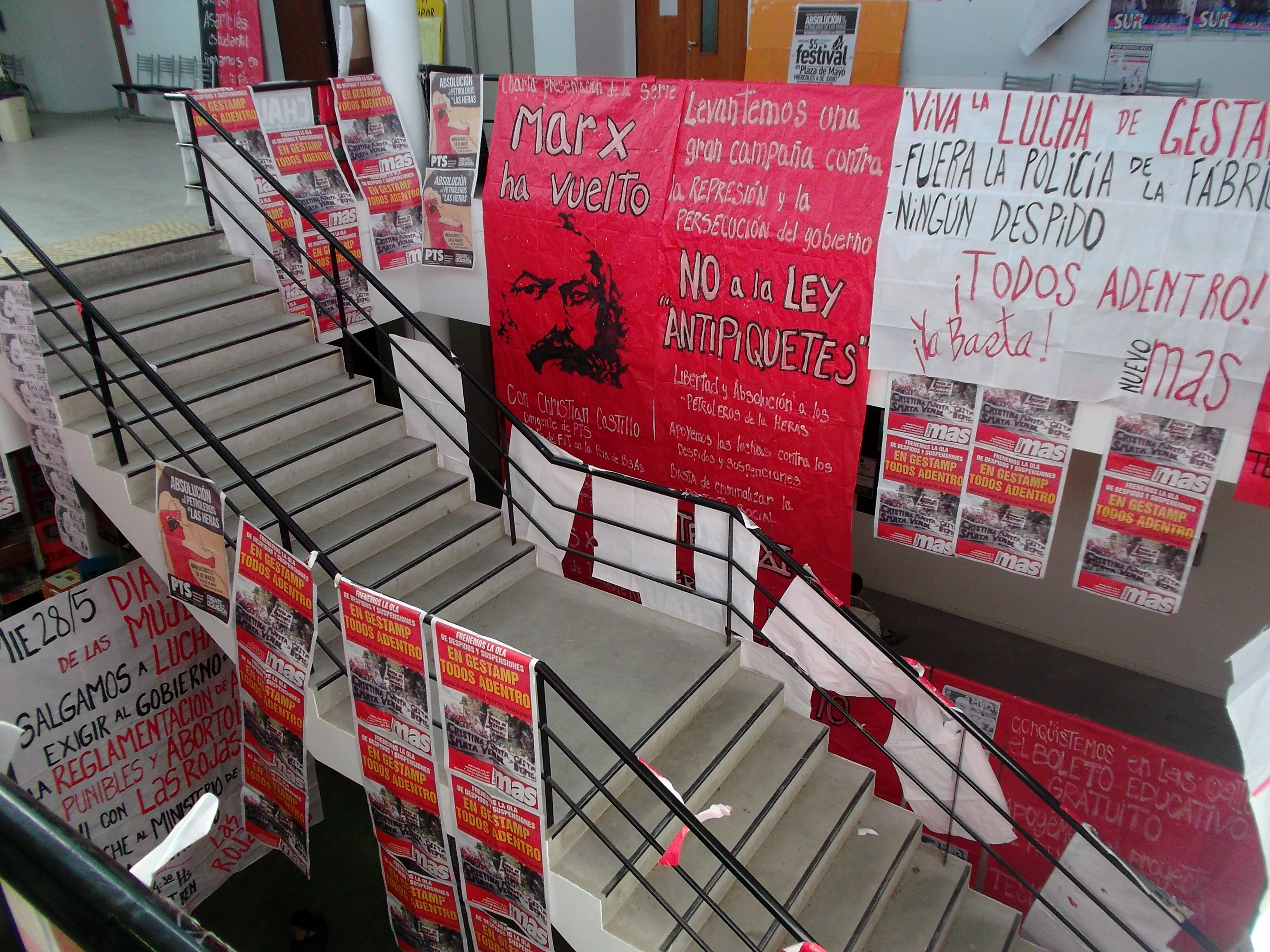
Escalera principal del Edificio B.

- Polideportivo o Edificio D: Inaugurado en 2017 para los estudiantes de la carrera de Educación Física. Cuenta con gradas con capacidad para más de 600 personas, al que se suma otro gran gimnasio totalmente equipado. Además cuenta con playón para actividades al aire libre, una cancha de fútbol, vestuarios y depósito. Cuenta también con una piscina cubierta: inaugurada en 2017, se trata de una piscina semiolímpica de 25 metros de largo por 12,6 de ancho, con una profundidad de 1,40 a 2,20 metros. Está emplazada en un módulo edilicio con todas las comodidades necesarias para la práctica de la natación en cualquier época del año.

#### Recuperación de la historia del predio y políticas de memoria
En los primeros meses de 2014, la FaHCE se mudó al predio conocido entre los años 1940 y 2000 como Batallón de Infantería de Marina N° 3, en El Dique, Ensenada. Durante la última dictadura cívicomilitar en Argentina (1976-1983) funcionó allí un Centro Clandestino de Detención y Tortura por el que pasaron numerosas personas, muchas de las cuales fueron asesinadas o permanecen desaparecidas. Este Centro se articulaba con el Servicio de Inteligencia Naval (SIN), el Hospital Naval, la Escuela Naval, la sede de Subprefectura de Río Santiago y el Centro Clandestino de Detención conocido como “La Cacha”.
De este predio también salieron soldados, conscriptos la mayoría de ellos, para participar en la Guerra de Malvinas en 1982.

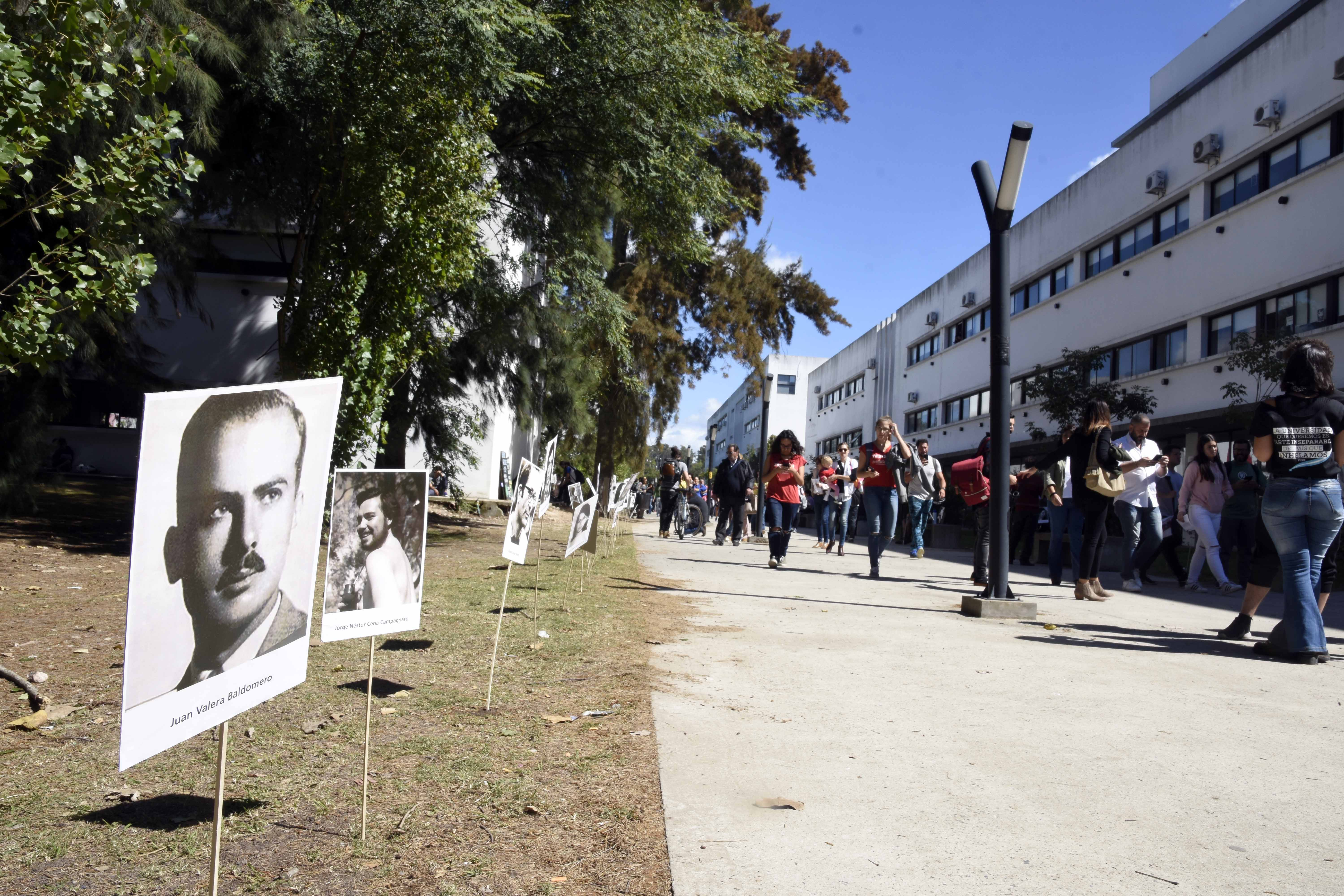
Acto de entrega de legajos reparados en la Facultad de Humanidades y Ciencias de la Educación de la UNLP, 27 de marzo de 2019.

La FaHCE construyó desde la recuperación de la democracia una política activa de memoria y de Derechos Humanos que también se tradujo en la apropiación y significación del predio. Hacia fines del 2013, y ante la inminente mudanza, la Facultad creó una comisión interclaustros para organizar el acto inaugural de los nuevos edificios, que consistió en la recolocación de la placa con los nombres de los estudiantes, docentes y trabajadores no docentes de la Facultad detenidos-desaparecidos y asesinados en el marco del terrorismo de Estado.

## Organización

### Gobierno
El gobierno de la Facultad se organiza según el actual Estatuto de la UNLP, regido por la disposición de un Consejo Directivo compuesto por los distintos integrantes de la comunidad universitaria y presidido por un Decano, también responsable de la administración y gestión de la institución. La actual gestión, vigente desde el año 2022 hasta 2026, se encuentra presidida por la Decana Ana Julia Ramírez.
El Consejo Directivo se constituye con la representación de dieciséis (16) miembros pertenecientes a los distintos claustros: siete (7) profesores, un (1) Jefe de Trabajos Prácticos, dos (2) graduados, cinco (5) estudiantes, y un (1) representante no docente. La Decana preside sus sesiones y tiene voto en caso de empate.
A su vez, la Facultad de Humanidades tiene representación en la Asamblea Universitaria y en el Consejo Superior, máximos organismos de decisión de la Universidad. En el Consejo Superior tiene, al igual que el resto de las facultades, cuatro (4) representantes: el Decano, un (1) representante por el claustro de profesores, un (1) representante por el claustro de graduados y un (1) representante por el claustro de estudiantes.

### Departamentos
La oferta académica y la distribución de las cátedras se encuentra organizada en diez departamentos docentes, que engloban las distintas disciplinas y cuentan con actividades de docencia, investigación y extensión:
- Departamento de Bibliotecología
- Departamento de Ciencias de la Educación
- Departamento de Ciencias Exactas y Naturales
- Departamento de Educación Física
- Departamento de Filosofía
- Departamento de Geografía
- Departamento de Historia
- Departamento de Lenguas y Literaturas Modernas
- Departamento de Letras
- Departamento de Sociología[13]

### Centro de estudiantes
Cada Facultad de la Universidad Nacional de La Plata cuenta con un Centro de Estudiantes que representa al claustro estudiantil. Todos los Centros de estudiantes se encuentran agrupados en la Federación Universitaria de La Plata (FULP), a su vez parte de la Federación Universitaria Argentina (FUA).
Desde el año 2022 el Centro de Estudiantes es conducido por la agrupación La Jauretche. 

## Carreras

### Grado
La FaHCE cuenta con una oferta de 27 carreras de grado:
- Licenciatura en Bibliotecología y Ciencia de la Información

- Profesorado en Bibliotecología y Ciencia de la Información
- Licenciatura en Ciencias de la Educación
- Profesorado en Ciencias de la Educación
- Profesorado en Ciencias Biológicas
- Profesorado en Física
- Profesorado en Matemática
- Profesorado en Química
- Licenciatura en Educación Física
- Profesorado en Educación Física
- Licenciatura en Filosofía
- Profesorado en Filosofía
- Licenciatura en Geografía
- Profesorado en Geografía
- Licenciatura en Historia
- Profesorado en Historia
- Licenciatura en Inglés con orientación en lingüística o literaria
- Profesorado en Inglés
- Traductorado en Inglés
- Licenciatura en Francés con orientación en lingüística o literaria
- Profesorado en Francés
- Traductorado en Francés
- Licenciatura en Letras
- Profesorado en Letras
- Profesorado en Portugués
- Licenciatura en Sociología
- Profesorado en Sociología[17]

### Posgrado
La facultad cuenta con una amplia oferta de carreras de posgrado. Entre ellas se encuentran:
- Doctorado en Ciencias de la Educación
- Doctorado en Ciencias Sociales
- Doctorado en Estudios Sociales Interdisciplinarios de Europa y América Latina
- Doctorado en Filosofía
- Doctorado en Geografía
- Doctorado en Historia
- Doctorado en Letras[18]
- Maestría en Ciencias Sociales
- Maestría en Deporte
- Maestría en Educación
- Maestría en Educación Corporal
- Maestría en Educación en Ciencias Exactas y Naturales
- Maestría en Escritura y Alfabetización
- Maestría en Historia y Memoria
- Maestría en Lingüística
- Maestría en Políticas de Desarrollo[19]
- Especialización en Educación en Ciencias Exactas y Naturales
- Especialización en Educación en Géneros y Sexualidades
- Especialización en Enseñanza de las Matemáticas para el Nivel Inicial y el Nivel Primario
- Especialización en Escritura y Alfabetización
- Especialización en Gestión de Información Científica y Tecnológica
- Especialización en la Enseñanza del Español como Lengua Extranjera
- Especialización en Nuevas Infancias y Juventudes
- Especialización en Pedagogía de la Formación
- Especialización en Planificación e Intervención para el Desarrollo
- Especialización en Programación y Evaluación del Ejercicio[20]

## Investigación
La Secretaría de Investigación de la FaHCE es responsable de promover y gestionar la política científica en el ámbito de la Facultad a través de distintas unidades de investigación. La formación de jóvenes investigadoras e investigadores, la difusión y gestión de proyectos de Investigación y Desarrollo (I+D) y el estímulo a las actividades Científicas y Tecnológicas (CyT) constituyen los tres lineamientos centrales de la política de investigación.
Periódicamente se realizan jornadas, seminarios y congresos nacionales, regionales e internacionales que difunden los resultados de las distintas líneas de investigación y que actúan como vínculo con otras instituciones académicas del país y del exterior, con las que la FaHCE mantiene estrechos lazos en el marco de distintos convenios de cooperación.
En lo que refiere a la discusión sobre políticas de Ciencia y Tecnología, en estos últimos años el Consejo directivo de la Facultad se ha declarado acompañando los reclamos por un aumento de emergencia del presupuesto del CONICET y en repudio a la política universitaria del gobierno brasileño de recorte de presupuesto a las universidades nacionales y de deslegitimación de distintas disciplinas del campo de las Ciencias Sociales y Humanidades.
La Facultad cuenta además con el Instituto de Investigaciones en Humanidades y Ciencias Sociales (IdIHCS), de doble dependencia entre la UNLP y CONICET, del cual dependen los Institutos, Centros y Áreas de la facultad. Fue creado en el año 2009 y actualmente se encuentra conformado por 17 unidades de investigación, y se desarrollan 112 proyectos de incentivos, 15 proyectos promocionales de investigación y desarrollo acreditados por la UNLP, 11 proyectos PIP del CONICET y 16 proyectos PICT promovidos por la Agencia Nacional de Promoción Científica y Tecnológica. Desde junio de 2010 es además miembro de CLACSO.

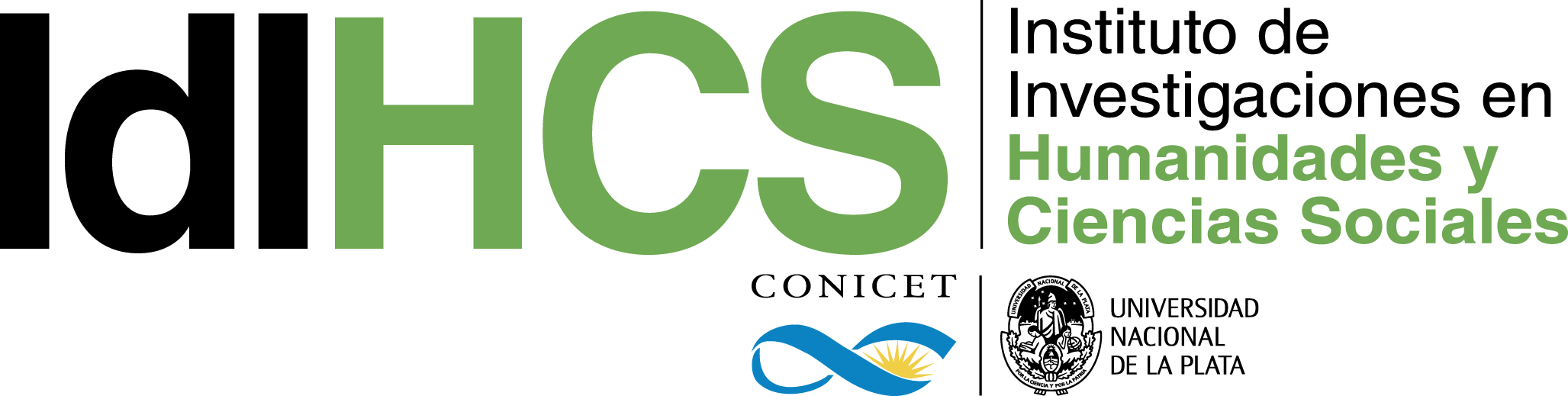
Logo del Instituto de Investigaciones en Humanidades y Ciencias Sociales (IdIHCS), con doble dependencia UNLP-CONICET.

Actualmente trabajan en el Instituto aproximadamente 200 investigadores y 180 becarios.
Sus unidades de investigación son las siguientes:
- CHAyA: Centro de Historia Argentina y Americana
- CEH: Centro de Estudios Helénicos
- CEIL: Centro de Estudios e Investigaciones Lingüísticas
- CEL: Centro de Estudios Latinos
- CeLyC: Centro de Estudios de Lenguas y Literaturas Comparadas
- CICES: Centro Interdisciplinario Cuerpo Investigación y Sociedad
- CIMeCS: Centro Interdisciplinario de Metodología en Ciencias Sociales
- CInIG: Centro Interdisiplinario de Investigaciones en Género
- CISH: Centro de Investigaciones Socio Históricas
- CIeFi: Centro de Investigaciones en Filosofía
- CTCL: Centro de Estudios de Teoría y Crítica Literaria
- LESET: Laboratorio de Estudios en Sociología y Economía del Trabajo
- LIT: Laboratorio de Investigaciones en Traductología
- LIIECEyN: Laboratorio de Investigación e Innovación en Educación en Ciencias Exactas y Naturales
- AEIEF: Área de Estudios e Investigaciones en Educación Física
- ELSE: Área de Español como Segunda Lengua y Extranjera

### Revistas editadas
- Anuario del Instituto de Historia Argentina
- Archivos de Ciencias de la Educación
- Auster
- Clío & asociados
- Cuestiones de sociología
- Descentrada
- Educación Física y Ciencia
- Geograficando
- Mundo Agrario
- Olivar
- Orbis Tertius
- Palabra Clave (La Plata)
- Revista de filosofía y teoría política
- Revista Latinoamericana de Metodología de las Ciencias Sociales (Relmecs)
- Sociedades precapitalistas
- Sociohistórica. Cuadernos del CISH
- Synthesis
- Trabajos y Comunicaciones

## Extensión
La política de extensión de la FaHCE se orienta a vincular los espacios áulicos y de investigación universitaria con los entramados sociales de los diferentes espacios regionales donde se inserta la Universidad. La Secretaría de Extensión Universitaria coordina, gestiona y acompaña el conjunto de esfuerzos colectivos de la comunidad académica tendientes a vincularse con diferentes actores y espacios de la sociedad con el objetivo de compartir saberes y comprometerse en la resolución de distintas problemáticas sociales. Desde una perspectiva que pone el acento en la ecología y el diálogo de saberes, se desarrollan un amplio abanico de acciones bajo la forma de proyectos, cursos, actividades y publicaciones.
Algunos de los proyectos de extensión desarrollados en la zona de La Plata, Berisso, Ensenada y alrededores son:
- “Nuevos nodos de Affidamento y prácticas en red. Promotoras comunitarias y estrategias situadas frente a la violencia de género”
- “Concertando la vida. Orquesta - Escuela en la UNLP”
- "Niñez, Derechos y Universidad. Fortalecimiento de vínculos comunitarios desde una perspectiva de derechos en los barrios ‘El Dique’ y ‘Villa Montoro’"
- Promotoras Ambientales Cartoneras para un Reciclaje Inclusivo. Visibilizando el trabajo cartonero en la ciudad y multiplicando Puntos Azules hacia la Gestión Social del Reciclado.[25]

A su vez, como parte de las actividades de extensión se desarrolla la enseñanza de idiomas en la Escuela de Lenguas de la UNLP, ubicada en el centro de la ciudad de La Plata.
De la Secretaría de Extensión también depende el Programa de Educación Permanente para Adultos Mayores (PEPAM), que funciona desde el año 1994 y realiza una gran variedad de actividades destinadas a adultos mayores dictando sus talleres en diferentes barrios del gran La Plata.